# Die Presse
Die Presse är en österrikisk liberalkonservativ dagstidning baserad i Wien.Tidningen kom ut första gången 3 juli 1848 som Die Presse, tidningen lades ned 1896.
Några journalister vid tidningen, Max Friedländer, Michael Etienne och Adolf Werthner lämnade 1864 Die Presse och grundade samma år Neue Freie Presse, som var tidningens namn till dess den lades ned 1939.
Utgivningen återupptogs 1946 under namnet Die Presse. Idag är tidningen en del av Styria Media Group och har 296 000 läsare dagligen.